# Tokyo DisneySea
Tokyo DisneySea es un parque temático y acuático de 71 hectáreas situado en Urayasu, Chiba, Japón, que forma parte de Tokio Disney Resort. Abrió el 4 de septiembre de 2001. Es coordinado por la Oriental Land Company, con una licencia de la Walt Disney Company. 
DisneySea y su parque vecino Tokio Disneyland son los únicos parques de Disney no pertenecientes a la compañía Walt Disney. Tokyo DisneySea es uno de los parques de Disney más visitados del mundo. 12.2 millones de visitantes visitaron el parque en 2004. 
Fue el segundo parque temático en abrirse de Tokio Disney Resort, y el noveno en abrirse de los doce que existen en el mundo. Es también el parque temático más caro del mundo; se estima que costó más de 4.5 mil millones de dólares estadounidenses, aunque el precio real se mantiene en secreto. 
En 2007, Tokyo DisneySea celebró su quinto aniversario y estrenó nuevas atracciones, entre las cuales se cuentan Mythica Legend y The Tower of Terror.

## Historia
El parque tiene el mar como temática. La idea del parque se puede relacionar con una oferta para construir un segundo parque temático en California meridional llamado DisneySeas en Long Beach, California. Sin embargo, la idea fue desechada después de que la compañía aguantara una crisis financiera con su proyecto de Euro Disney. La idea fue pasada más adelante a las manos de la Oriental Land Company de ampliar su resort. Distinto a Tokyo Disneyland, la intención era crear un parque temático más para adultos, incluyendo paseos más rápidos, más emocionantes y pensados par una audiencia mayor. Para el momento en que Tokyo DisneySea se abrió en 2001, sus conceptos e ingeniería había estado a manos de Walt Disney Imagineering por celebración a su vigésimo aniversario.

## Dedicación
Con una bienvenida a un mundo donde reinan la emoción y la aventura. Tokyo DisneySea se dedica a la exploración del ser que se encuentra dentro de cada uno de nosotros. Aquí planeamos un curso para la aventura, el romance, el descubrimiento y la diversión del viaje a puertos exóticos e imaginarios. Tokyo DisneySea inspira los corazones y las mentes de todos nosotros que comparten el planeta del agua, la Tierra.
-Michael Eisner, 4 de septiembre de 2001

## Puertos temáticos
Hay siete áreas o puertos. La entrada al parque es el Mediterranean Harbor, que se abre a otros seis puertos náuticos: American Waterfront, Lost River Delta, Port Discovery, Mermaid Lagoon, Arabian Coast y Mysterious Island.

### Mediterranean Harbor

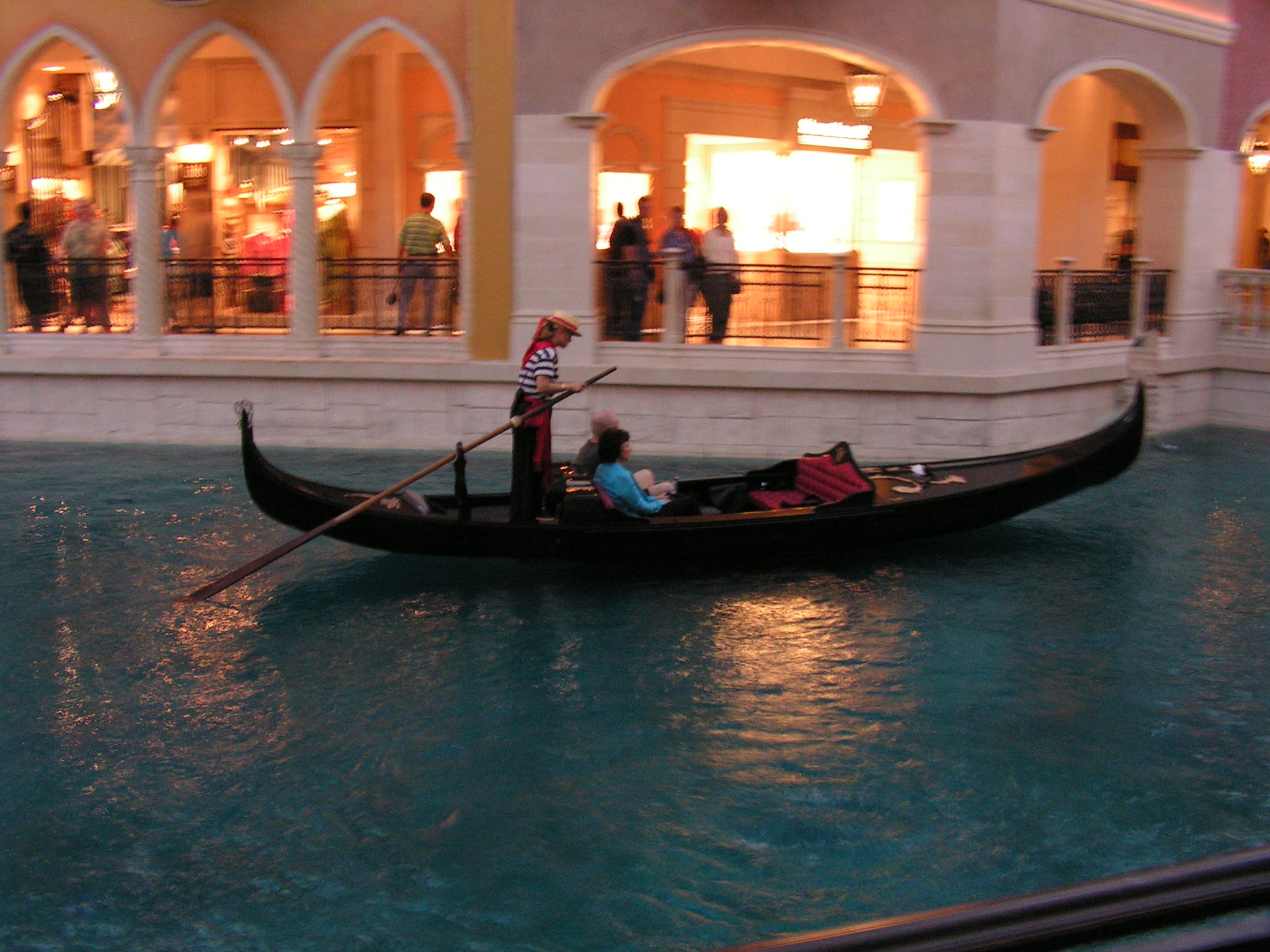
Una góndola atraviesa un canal en Mediterranean Harbor.

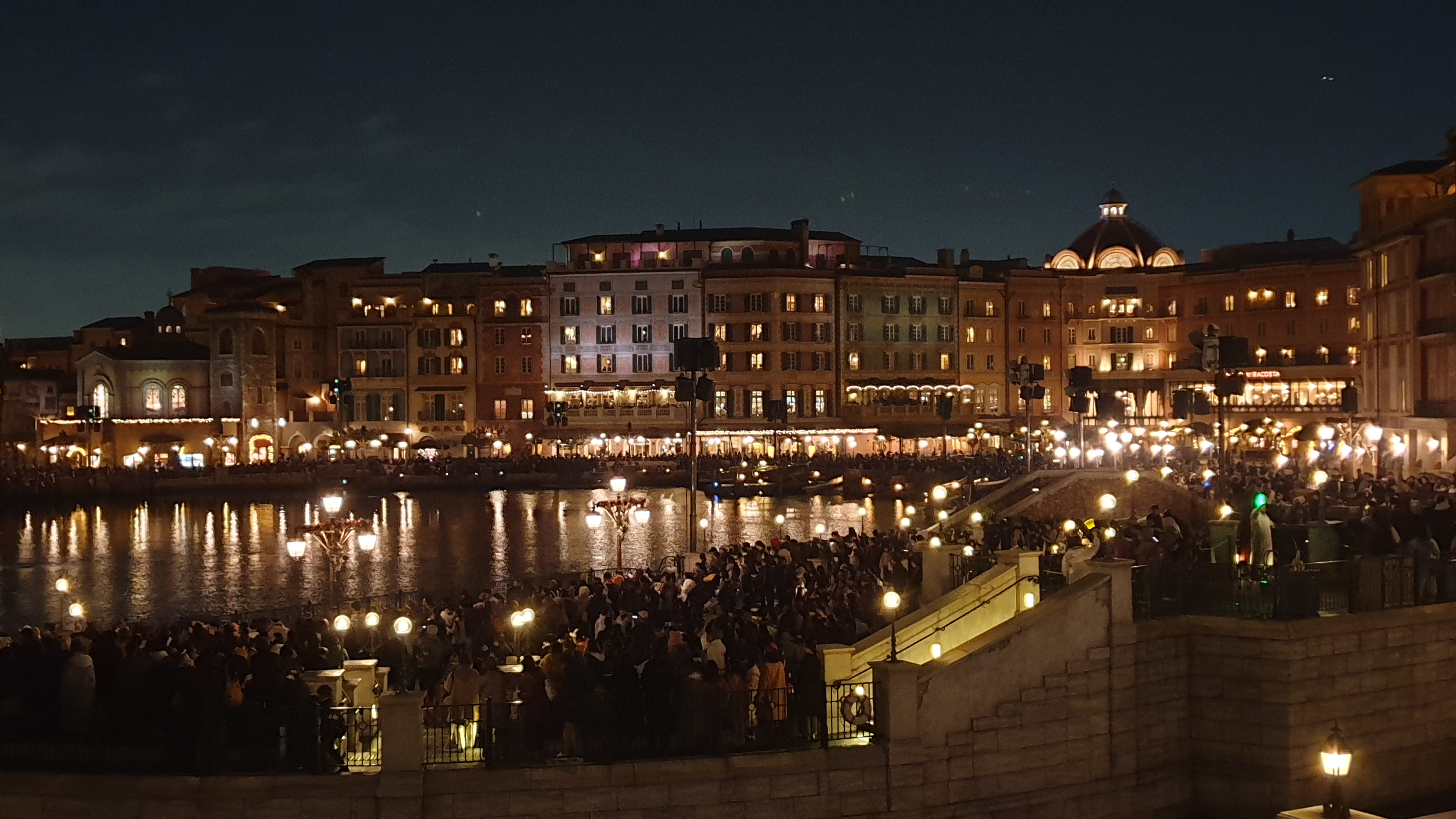
Vista nocturna de Mediterranean Harbor.

Mediterranean Harbor es la entrada a Tokyo DisneySea y está ambientado como una ciudad portuaria italiana, con góndolas venecianas que los visitantes pueden montar. La disposición de la entrada es similar a la de otros parques de Disney (por ejemplo, la calle principal de Disneyland posee la forma de una gran "V", similar a la de Disney's Hollywood Studios (Hollywood Boulevard). Si es seguida hacia la derecha, la trayectoria conduce a Mysterious Island, mientras que si es seguida hacia la izquierda, la trayectoria conduce a American Waterfront. Sobre este puerto se encuentra el Tokio DisneySea Hotel MiraCosta. Es uno de los dos únicos hoteles de Disney que se encuentran dentro de un parque temático (el otro es el Disney's Grand Californian Hotel & Spa, en California). También en Mediterranean Harbor está Fortress Explorations, que es un viaje virtual, Mythica Leyend, que es una demostración de 25 minutos situada en el puerto y BraviSEAmo!, una demostración nocturna de luces y efectos similar en estilo (pero mucho más cara en presupuesto) a: IllumiNations: Reflections of Earth de Epcot y Fantasmic! de Disneyland.

#### Atracciones
- Venetian Gondolas
- Fortress Explorations
- DisneySea Transit Steamer Line

### American Waterfront

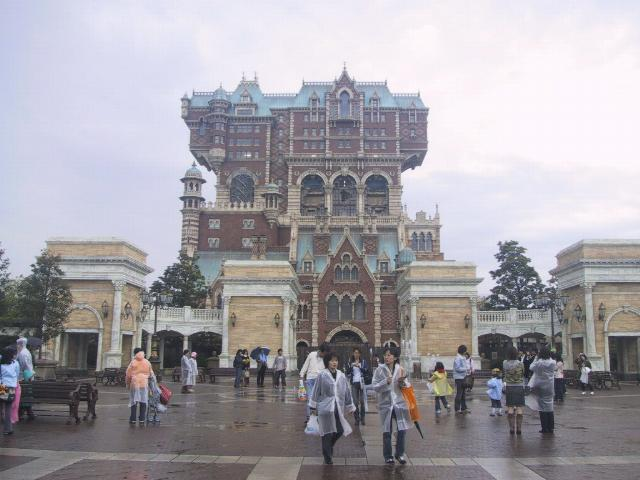
La Torre del Terror en el Puerto de la Costa Americana.

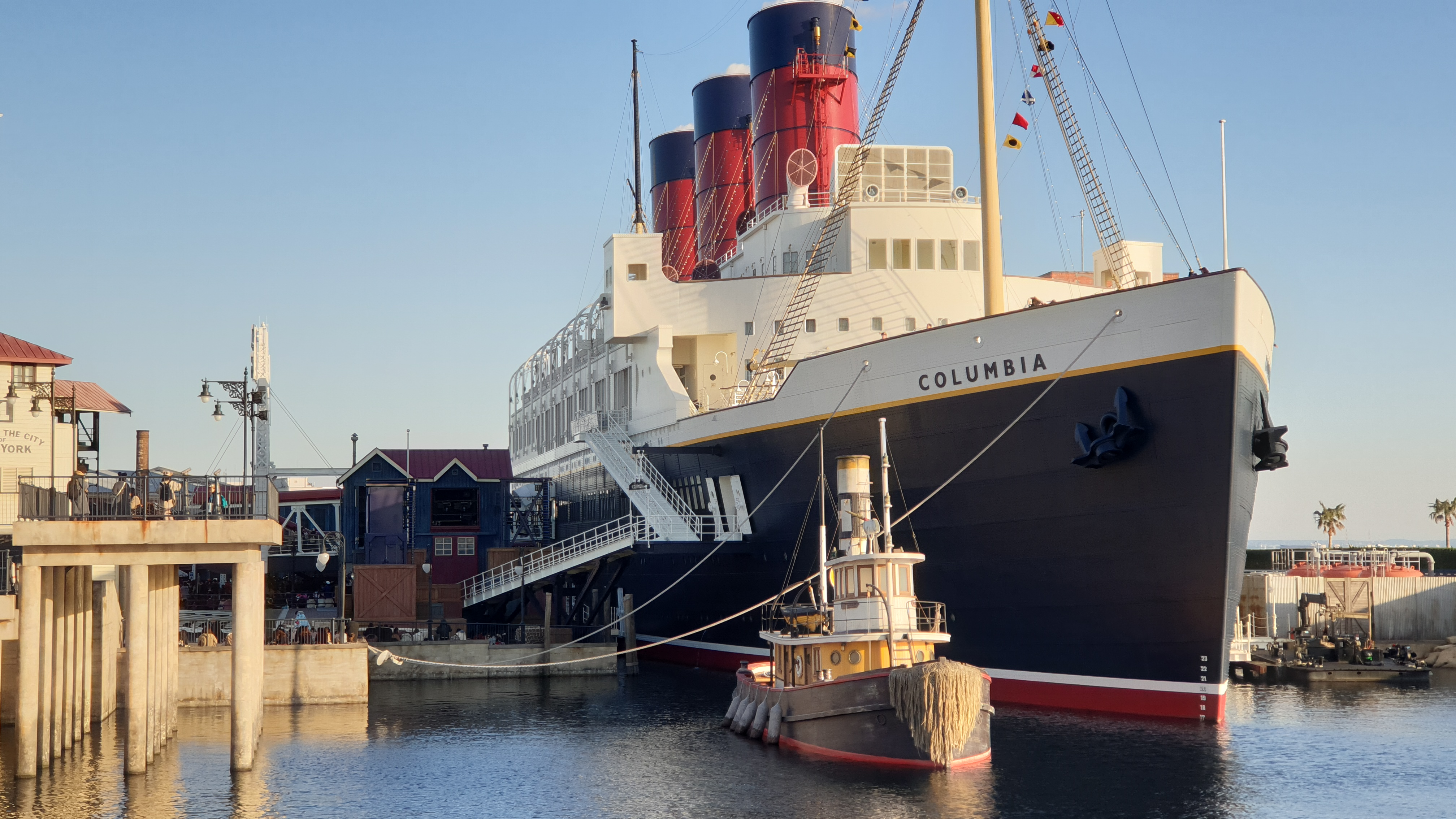
S.S. Columbia.

Este puerto representa el noroeste de los Estados Unidos al principio del siglo XX. Ofrece dos áreas temáticas, una sección del viejo bacalao de cabo, y una sección del puerto de Nueva York. Esta área es dominada por el gran crucero de pasajeros S.S. Columbia y un gran rascacielos, el HighTower Hotel. Aparte de los vehículos de la ciudad que viajan a través de la zona y del ferrocarril eléctrico de DisneySea, la primera atracción del área, la torre del terror se abrió el 4 de septiembre de 2006 en el sitio del hotel ficticio Hightower. En el 2009 dentro del S. S. Columbia aparecerá una nueva versión de la querida atracción Turtle Talk with Crush, basada en la película de Pixar Buscando a Nemo, la cual ha divertido a miles de familias en Epcot y Disney's Califorina Adventure durante los últimos años.

#### Atracciones
- Tower of Terror
- Big City Vehicles
- DisneySea Electric Railway
- Broadway Theatre
- Turtle Talk with Crush (2009)

### Lost River Delta

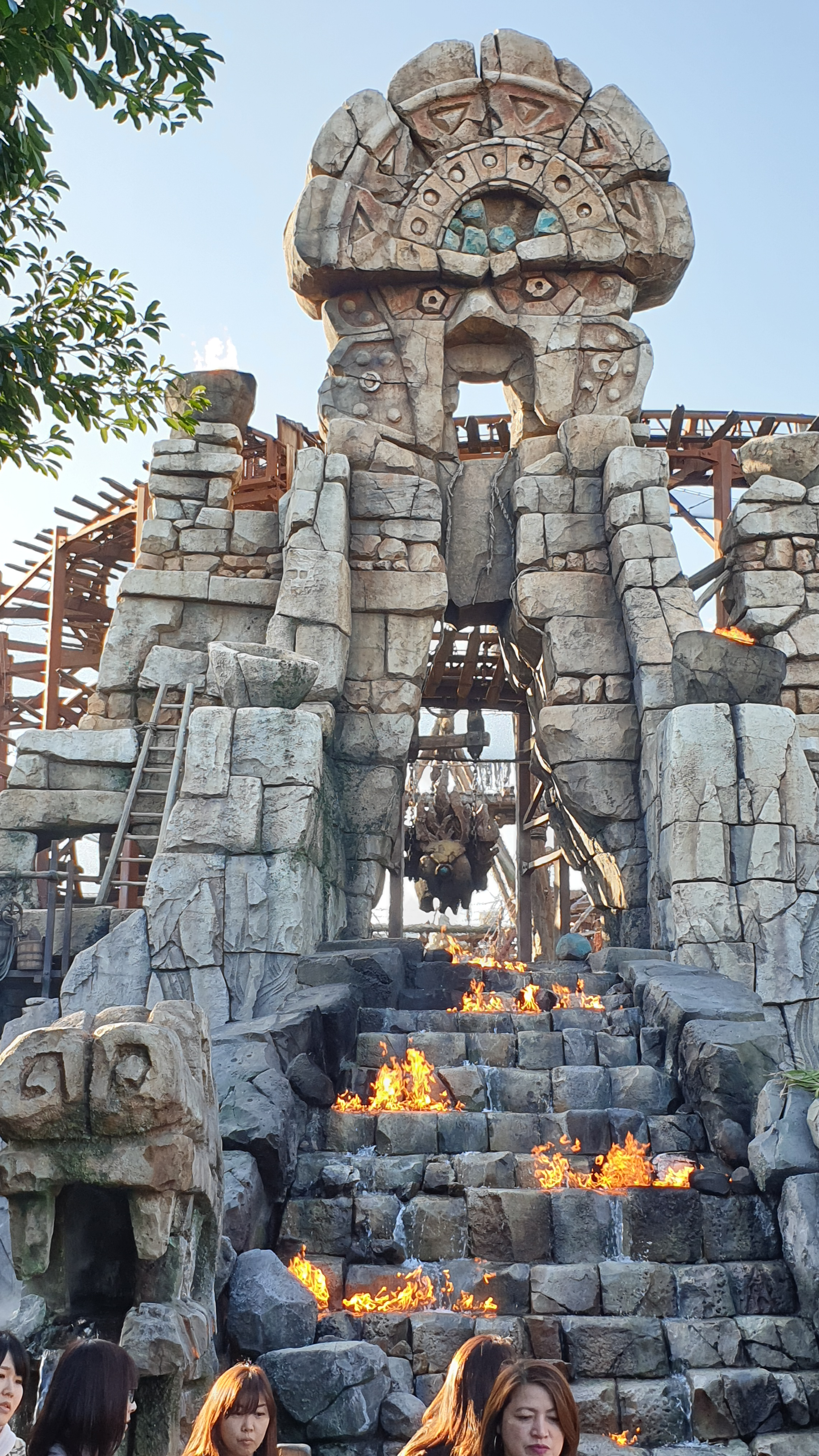
Raging Sirits en Lost River Delta.

La estructura de este puerto se basa en una costa sudamericana, similar a las costumbres incas, y contiene una atracción de Indiana Jones. La atracción es casi idéntica en estilo e historia a la atracción de Indiana Jones Adventure en Disneyland, con la diferencia de que la temática es de una tormenta (incluye un gran tornado), mientras que el tema de Disneyland es el fuego. También está situada en Lost River Delta uno de los puertos del barco de vapor de Tokyo DisneySea, que transporta a los visitantes de nuevo a Mediterranean Harbor y la obra de teatro Vivan los Ritmos Místicos, que trata de una construcción abandonada reclamada por la selva.

#### Atracciones
- Indiana Jones Adventure
- Raging Spirits

### Port Discovery

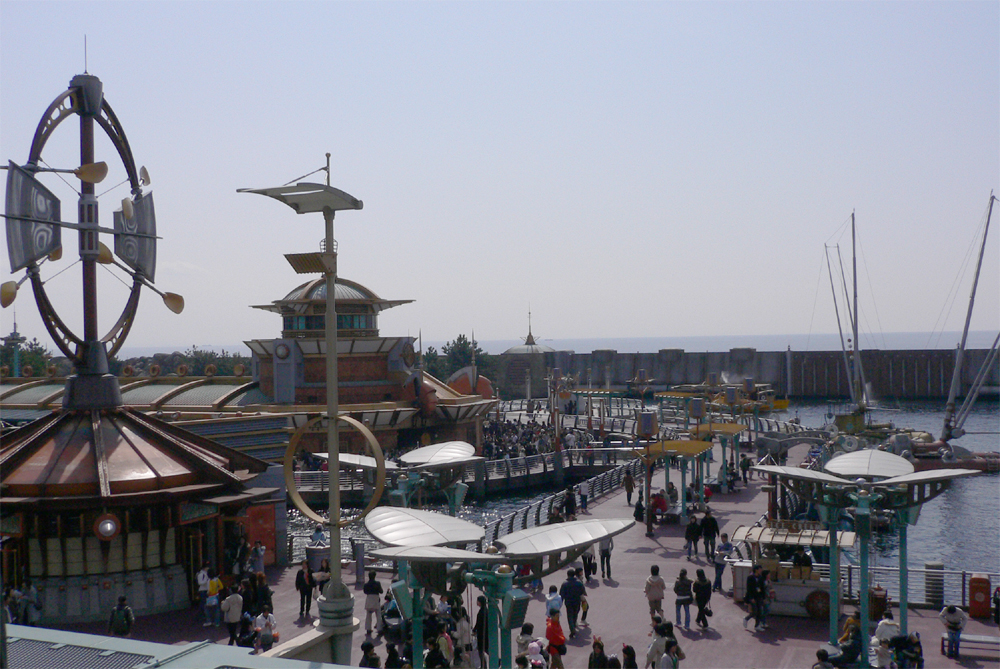
Vista del Port Discovery.

El tema de esta área es el futuro, representa una fantasía de un puerto futurista. En el centro se encuentra el centro de Control del Tiempo. Port Discovery se basa en tres atracciones: StormRider, un simulador de paseo; Aquatopia, un paseo en barco que utiliza un sistema de monoriel para moverse (similar al usado en un paseo de Winnie The Pooh en Tokyo Disneyland) y girar a través de una laguna y una cascada; y el ferrocarril eléctrico de DisneySea, Un tren eléctrico que lo transportará hacia el Puerto Estadounidense.

#### Atracciones
- StormRider
- Aquatopia
- DisneySea Electric Railway

### Mermaid Lagoon

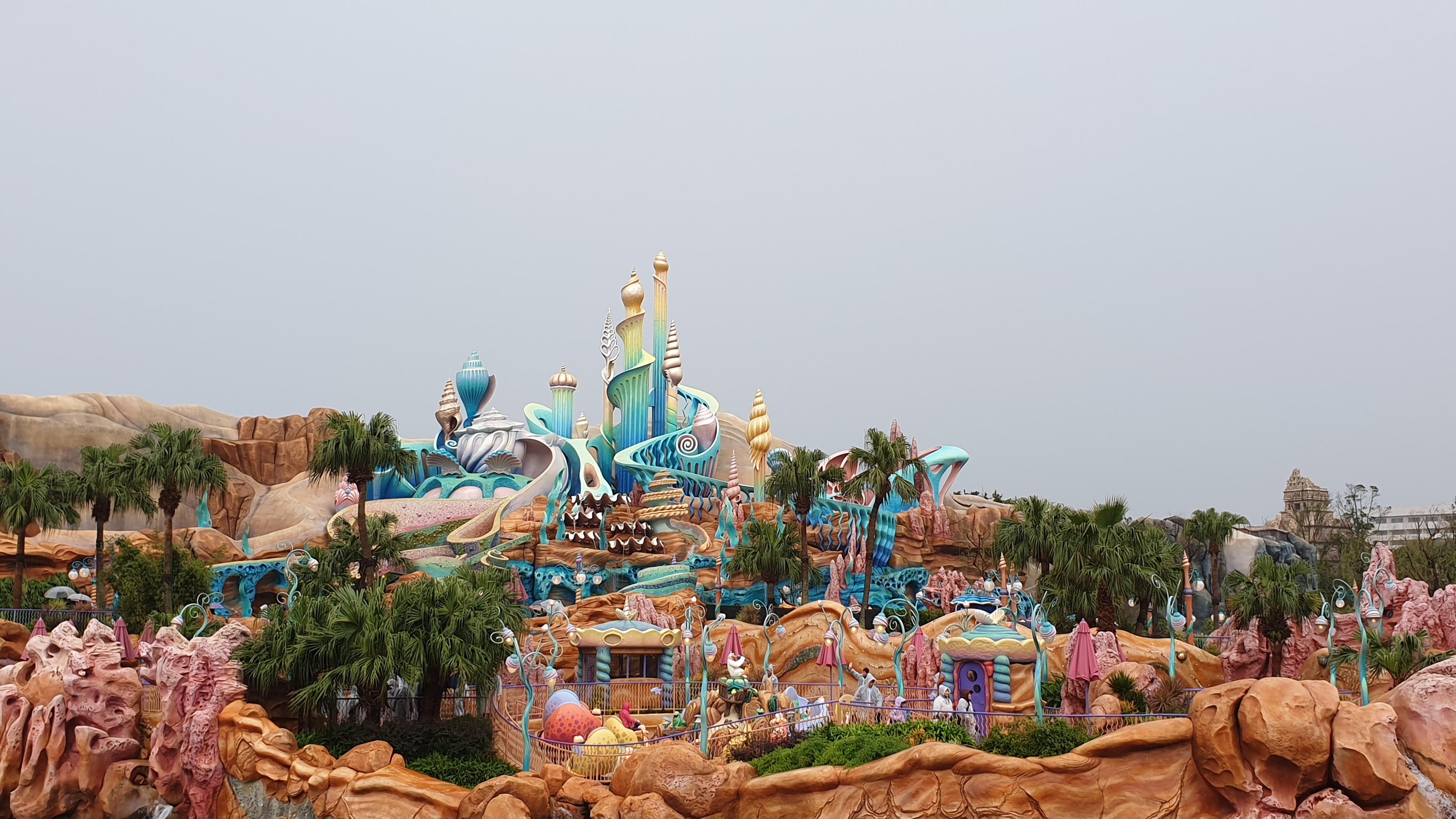
Fachada exterior de Mermaid Lagoon (diciembre de 2019).

Mermaid Lagoon se basa principalmente en los caracteres de la película de Disney: La Sirenita. Este puerto tiene dos áreas, una interior y otra al aire libre. Ambas áreas poseen arquitectura imaginaria, brillante y colorida y una gran representación del castillo del rey Tritón. La mayoría de los paseos están dirigidos a los niños pequeños. Las atracciones en este puerto incluyen el Flounder's Flying Fish Coaster, una miniatura de una costa; Scuttle's Scooters, un paseo lento en almejas gigantes; Jumpin' Jellyfish, un paseo en paracaídas; Blowfish Balloon Race, un gran carrusel de paseo; The Whirlpool, una atracción que hace girar a los visitantes en grandes tazas; Ariel's Playground que es un patio de juegos, y Mermaid Lagoon Theater, que es una representación de una pequeña escena bajo el mar.

#### Atracciones
- Flounder's Flying Fish Coaster
- Scuttle's Scooters
- Jumpin' Jellyfish
- Blowfish Balloon Race
- The Whirlpool
- Ariel's Playground

### Arabian Coast
Reconstruye un puerto clásico árabe, combinando con escenarios de Las mil y una noches. Hay tres atracciones: Sindbad's Storybook Voyage, un paseo en el interior de un barco que a simple vista parece ser (en el primer vistazo) una variación en It's a small world (también posee el tema de fondo, compuesto por Alan Menken), pero realmente (con la animación del audio original, y las dimensiones de la nave) posee lugares u objetos que sobrepasan la tecnología usada por los clásicos piratas del Caribe; Caravan Carousel, un carrusel de dos pisos que puede contener hasta 180 personas; y Magic Lamp Theater, que contiene una gran pantalla que presenta una proyección en 3D.

#### Atracciones
- Simbad's Seven Voyages
- The Magic Lamp Theater
- Caravan Carousel
- Jasmine's Flying Carpets

### Mysterious Island
La isla misteriosa se basa principalmente en el montaje del Monte Prometheus, el volcán gigante que es el ícono del parque y su atracción mayor; se basa inicialmente en las historias de Julio Verne y, específicamente en la mitología de la fortaleza del volcán mencionada varias veces en los libros llamados "Vulcania". Es el puerto más pequeño de todos y sin embargo posee dos de las atracciones más populares: Journey to the Center of the Earth, un paseo de emoción (que usa la misma tecnología que Test Track en Epcot), y 20,000 Leagues Under the Sea, un paseo oscuro de última generación (que usa un nuevo tipo de monorriel superior que se asemeja al utilizado en Peter Pan's Flight) donde usted sube a su propia mini copia del submarino Nautilus. 

#### Atracciones
- Journey to the Center of the Earth
- 20,000 Leagues Under the Sea

## Premios
En 2002 Tokio DisneySea fue ganador de un Thea Award una concesión de Thea a la hospitalidad concedida en el parque. El premio se debe a las instalaciones, al diseño, y la construcción del parque temático y fue presentado en el teatro: El Capitán en Hollywood, CA. Durante la ceremonia en su Sitio web oficial se acreditó una larga lista con los premios obtenidos.

## Símbolos
Los símbolos del parque son dos: el AquaSphere - una fuente de agua con un enorme globo terráqueo - en la plaza de la entrada, y el volcán gigantesco, montaje del Prometheus, situado en el centro del parque. El volcán y El Castillo de Cenicienta que escuda el Tokio Disneyland, el otro parque del resort, tienen exactamente la misma altura.